# Lougou (Benin)
Lougou ist ein Arrondissement im Departement Alibori in Benin. Es ist eine Verwaltungseinheit, die der Gerichtsbarkeit der Kommune Karimama untersteht. Gemäß der Volkszählung von 2013 hatte Lougou 13.504 Einwohner, davon waren 6994 männlich und 6510 weiblich.